# Aleksy (Siergiejew)
Aleksy, imię świeckie Wiktor Michajłowicz Siergiejew (ur. 3 stycznia?/15 stycznia 1899 w guberni moskiewskiej, zm. 6 kwietnia 1958 w Moskwie) – rosyjski biskup prawosławny.

## Życiorys
Ukończył średnią ogólnokształcącą szkołę artystyczną, zaś w 1919 uzyskał dyplom Szkoły artystycznej na kierunku architektura. W 1923 wstąpił jako posłusznik do Pustelni św. Zozyma i Smoleńskiej Ikony Matki Bożej w eparchii włodzimierskiej. W 1923 lub 1924, będąc jeszcze posłusznikiem, przyjął święcenia diakońskie, po czym został przeniesiony do Monasteru Wysoko-Pietrowskiego w Moskwie. Tam w 1925 lub 1927 złożył wieczyste śluby mnisze przed arcybiskupem siergijewskim Bartłomiejem. W 1927 lub 1928 został wyświęcony na hieromnicha. W 1932 otrzymał godność archimandryty.
Według informacji podanych przez eparchię woroneską i borysoglebską w 1933 archimandryta Aleksy w 1933 poinformował radzieckie organy ścigania o dalszym funkcjonowaniu zdelegalizowanego Monasteru Wysoko-Pietrowskiego oraz organizacji przy nim Akademii Duchownej. Wskutek jego doniesienia aresztowano 24 osoby, zaś w ich procesie archimandryta Aleksy występował jako świadek oskarżenia.
W 1935 locum tenens Patriarchatu Moskiewskiego metropolita Sergiusz nominował archimandrytę Aleksego do przyjęcia chirotonii biskupiej z tytułem biskupa kaszyrskiego, wikariusza eparchii moskiewskiej. Obrzęd odbył się 20 maja 1935 w cerkwi Narodzenia Matki Bożej w Moskwie-Putinkach z udziałem metropolity Sergiusza, arcybiskupa dmitrowskiego Pitirima oraz biskupa bronnickiego Sergiusza. Od 1936 był biskupem sierpuchowskim. 5 sierpnia 1937 został wyznaczony do objęcia katedry wołogodzkiej, jednak nigdy nie udał się do Wołogdy. Jeszcze w tym samym roku, 16 sierpnia, został ponownie wikariuszem eparchii moskiewskiej z tytułem biskupa jegoriewskiego, zaś 1 września objął katedrę iwanowską. W 1938 przestał popierać stanowisko metropolity Sergiusza, zachowującego mimo nasilonych prześladowań Rosyjskiego Kościoła Prawosławnego lojalność wobec władz państwowych. Z tego powodu w 1939 został suspendowany.
W grudniu 1940 wrócił w jurysdykcję Patriarchatu Moskiewskiego i objął katedrę tulską. Następnie w 1941 został podniesiony do godności arcybiskupiej i przeniesiony na katedrę kiszyniowską i besarabską. Po agresji III Rzeszy na ZSRR ewakuował się do Rosji centralnej. Od 1942 zarządzał eparchią ufijską; we wrześniu tego samego roku został arcybiskupem riazańskim. W 1943 uczestniczył w soborze biskupów, który dokonał wyboru metropolity moskiewskiego Sergiusza na patriarchę moskiewskiego i całej Rusi. W czasie II wojny światowej uczestniczył w koordynowanej przez Rosyjski Kościół Prawosławny zbiórce funduszy na cele wojskowe, za co został odznaczony Medalem „Za ofiarną pracę w Wielkiej Wojnie Ojczyźnianej 1941–1945”.
W maju 1944 przeniesiony na katedrę jarosławską i rostowską. W latach 1945–1946 prowadził negocjacje z metropolitą całej Ameryki i Kanady Teofilem w sprawie statusu kanonicznego Metropolii Amerykańskiej. W 1947 przeniesiony na katedrę kurską i biełgorodzką. Po roku Święty Synod Rosyjskiego Kościoła Prawosławnego wyznaczył go do objęcia zarządu eparchii czelabińskiej, jednak duchowny odmówił wykonania nakazu i w związku z tym po miesiącu został przeniesiony w stan spoczynku. W tym samym roku decyzja ta została cofnięta; Aleksy (Siergiejew) został arcybiskupem kalinińskim i kaszyńskim. W 1954 na własną prośbę odszedł w stan spoczynku.
W marcu 1957 ponownie wyznaczony do objęcia katedry ałmackiej, zarządzał nią do 1958. W wymienionym roku zmarł po długiej chorobie (cukrzyca). Został pochowany na moskiewskim Cmentarzu Kalitnikowskim.